# Рот (район)
Рот (нім. Roth) — район у Німеччині, у складі округу Середня Франконія федеральної землі Баварія. Адміністративний центр — місто Рот.

## Населення
Населення району становить 127 168 осіб (станом на 31 грудня 2020).

## Адміністративний поділ
Район складається з 6 міст (нім. Städte), 4 торговельних громад (нім. Märkte) та 6 громад (нім. Gemeinden):
| Міста 1. Абенберг (5492) 2. Гайдек (4653) 3. Гільпольтштайн (13841) 4. Гредінг (7135) 5. Рот (25232) 6. Шпальт (5087) Торговельні громади 1. Аллерсберг (8370) 2. Вендельштайн (15808) 3. Тальмессінг (5274) 4. Шванштеттен (7317) | Громади 1. Бюхенбах (5304) 2. Георгенсгмюнд (6747) 3. Каммерштайн (3049) 4. Редніцгембах (6946) 5. Реттенбах (3143) 6. Рор (3770) |

Дані про населення наведені станом на 31 грудня 2020.